# Abu Ali Ahmad ibn Muhammad
Abu-Alí Àhmad ibn Muhàmmad (s. X) fou emir de la dinastia muhtàdjida de Čaghaniyan i governador tres vegades del Khorasan per compte de l'emir samànida.
Era fill de l'emir de Čaghaniyan Abu Bakr Muhammad ibn Muzaffar ibn Muhtadj que havia estat nomenat governador de Khorasan el 933 i es va posar malalt el 939 sent substituir en el càrrec pel seu fill. El pare va morir dos anys després i Abu Ali Ahmad el va succeir llavors també com a emir de Čaghaniyan (941), on probablement va tenir com a delegat al seu fill Abu l-Muzaffar Abd Allah (941-947).
Com a governador de Khorasan (des del 939) va intentar dominar el nord de Pèrsia sotmetent a vassallatge als caps locals daylamites i kurds. Abu Ali va marxar (940) contra el general i senyor daylamita Maqan ibn Kaki amb un exèrcit, i va entrar a la ciutat de Gurgan, d'on Maqan va fugir cap a Rayy, possessió del seu aliat Wushmgir; el general samànida els va atacar a la zona, a un llogaret anomenat Ishakabad, en direcció a Damghan, on els dos aliats foren derrotats el 25 de desembre del 940 i Maqan va morir en combat sent el seu cap fou enviat a l'emir samànida a Bukharà i reenviada després al califa de Bagdad. L'autoritat samànida es va estendre a Rayy i fins a Hamadan i Dinawar a l'oest.
Quan Abu Ali Ahmad va abandonar el govern vers 942 el buwàyhida Rukn al-Dawla es va apoderar de Rayy (vers 943). El 945 fou enviat altre cop com a governador de Khorasan però fou destituït per Nuh I ben Nasr (943-954) al cap de poc (vers 947) després de rebre queixes pel seu govern autoritari, i va nomenar al seu lloc al general turc Ibrahim ibn Simdjur, que va suposar l'ascens dels comandants turcs dins l'estat.
Llavors Abu Ali es va revoltar i va posar al tron (947) al príncep samànida Ibrahim ben Nasr, oncle de Nuh que estava exiliat a Iraq, al que va proclamar a Bukharà, mentre Nuh I ben Nasr fugia a Samarcanda; però Ibrahim no es va poder sostenir i Nuh va recuperar Bukharà on va fer cegar a Ibrahim i altres dos pretendents, però no va poder derrotar a Abu Ali que havia organitzat una coalició dels prínceps vassalls de la zona de l'Oxus (a més del seu principat de Čaghaniyan, els de Khuttal i de Rasht) i dels muntanyesos kumidji, i va haver de negociar la pau (948); així tot i la seva rebel·lió, Abu Ali va conservar el seu principat; el seu fill Abu l-Muzaffar Abd Allah fou enviat com a ostatge a Bukharà.
A la mort del governador militar de Khorasan Mansur ibn Karatigin al-Isfidjabi el 951/952 Abu Ali va recuperar el govern de la regió i va deixar el govern del principat i de Tirmidh, al seu fill Abu Mansur Nasr; aquest va morir en accident el 951/952 i el devia succeir un germà seu o més probablement un net d'Abu Ali, de nom Fakhr al-Dawla Abu l-Muzaffar (potser Ahmad ibn Muhammad ibn Abi Ali Ahmad) que a la segona meitat del segle x apareix com a governant al territori.
Al Khorasan Abu Ali va fer la guerra amb èxit contra el buwàyhida Rukn al-Dawla però després d'assetjar Rayy no va aconseguir ocupar-la i va haver de signar un tractat amb el buwàyhida (953), acord que no va satisfer a l'emir Nuh I que el va destituir del seu govern, tot i que la deposició no es va implementar fins a la pujada al tron de Abd al-Malik I ben Nuh (954-961). El califa al-Muti (946-974) li va donar la investidura com a governador abbàssida de Khorasan, però no es va poder sostenir ni va poder tornar al Čaghaniyan i es va haver de refugiar al Jibal amb els buwàyhides, i va morir a Rayy a causa d'una epidèmia junt amb un dels seus fills (955).